# فوجی کی‌ام-۲
فوجی کی‌ام-۲ (به انگلیسی: Fuji KM-2) یک هواگرد ساختِ کارخانهٔ صنایع سنگین فوجی در کشور ژاپن است. این هواگرد برای نخستین بار در ۱۶ ژانویه ۱۹۶۲ میلادی مورد استفاده قرار گرفت.